# 五大院宗繁
五大院 宗繁（ごだいいん むねしげ）は、鎌倉時代末期の武士。北条氏得宗家被官である御内人。宗繁の名は『太平記』によるもので、岡見正雄などは同時代資料にある高繁（たかしげ）の誤記であると指摘している。

## 生涯
五大院家は得宗家の有力な御内人であり、得宗家とも近い血縁にあった。『遠藤系図』によれば、摂津渡辺党の遠藤為俊の娘が北条時宗の同母弟北条宗頼に嫁ぎ、弘安2年に宗頼が没した後「五大院左衛門尉」に嫁いだとされる。この「五大院左衛門尉」は高繁とも五大院高頼とも推定できるが定かではない。元亨3年10月26日（1323年11月25日）、円覚寺で行われた9代執権・北条貞時の十三回忌供養では、禄役人の一人として「五大院右衛門太郎高繁」の名で参列した。
宗繁の妹は北条高時の側室であり、嫡子北条邦時を産んでいた。『太平記』』巻十一「五大院右衛門宗繁賺相摸太郎事」によれば、元弘3年/正慶2年（1333年）5月の元弘の乱における幕府滅亡時、宗繁は高時に邦時を託された。『太平記』の記述では、高時は「いかなる手段を使っても匿って守り抜き、時が来れば立ち上がって亡魂の恨みを和らげてほしい」と頼んだとされる。
しかし、鎌倉制圧後に新田軍による北条の残党狩りが行われ、残党を捕らえた者に褒賞が与えられると知ると、「命ヲ失ハンヨリハ、此人ノ在所ヲ知タル由、源氏ノ兵ニ告テ、貮ナキ所ヲ願シ、所領ノ一所ヲモ安堵セバヤ」と考え、褒賞目当てに甥であり主君でもある邦時を裏切ることとした。宗繁は邦時を言いくるめて別行動をとり、5月27日夜半に鎌倉から伊豆山へ向かわせた。自らは新田義貞の執事・船田義昌に邦時の所在を密告した。『太平記』では船田も宗繁を悪人だと認識していたと描写される。そのため、28日に邦時は伊豆山へ向かう途上の相模川で捕縛され、29日に鎌倉で処刑された。
やがて宗繁の行為は人々に不忠として非難され、これを伝え聞いた義貞も「欲心ニ義ヲ忘レタル五大院右衛門ガ心ノ程、希有也、不道也ト、見ル人毎一爪弾ヲシテ悪シカバ」と糾弾して処刑を決めたが、それを察知した宗繁は逃亡した。その後も逃亡を重ねるも、宗繁の所業を知った世人は誰も救いの手を差し伸べることはなく、旧友らにも見捨てられた。最期についての詳細は不明だが、『太平記』では、「乞食のようになり果て、路傍で餓死したという風聞があった」とされる。

## 関連作品
- 逃げ上手の若君 - 松井優征の漫画。主人公北条時行にとっては伯父(時行と邦時で母親が違うが)であり、兄の仇であり、最初の敵となる。作中では「日本屈指の鬼畜武将」と評されている。声優はボイスコミック版では金城慶[6]、アニメ版は伊丸岡篤[7]。